# Erik Santos de Gouveia
Erik Santos de Gouveia (ur. 30 sierpnia 1990) – arubański piłkarz występujący na pozycji pomocnika, obecnie zawodnik SV Racing Club Aruba.

## Kariera klubowa
Santos profesjonalną karierę piłkarską rozpoczynał w wieku 17 lat w zespole SV Racing Club Aruba z siedzibą w stołecznym mieście Oranjestad. Już w swoim debiutanckim sezonie – 2007/2008 – wywalczył mistrzostwo kraju, natomiast w rozgrywkach 2010/2011 powtórzył to osiągnięcie. W 2012 roku triumfował w pucharze Aruby – Torneo Copa Betico Croes.

## Kariera reprezentacyjna
W 2011 roku Santos wystąpił w dwóch spotkaniach reprezentacji Aruby U–23 w ramach wstępnych kwalifikacji do Igrzysk Olimpijskich w Londynie. Jego drużyna po zwycięstwie i porażce odpadła wówczas już w pierwszej rundzie, zajmując drugie miejsce w grupie.
W seniorskiej reprezentacji Aruby Santos zadebiutował 8 lipca 2011 w spotkaniu z Saint Lucia, wchodzącym w skład eliminacji do Mistrzostw Świata 2014. W tym samym meczu zdobył także premierowego gola w kadrze narodowej, otwierając wynik spotkania zakończonego ostatecznie zwycięstwem Arubańczyków 4:2. Jego zespół nie zdołał się jednak zakwalifikować na mundial.